# Vagusnervstimulator

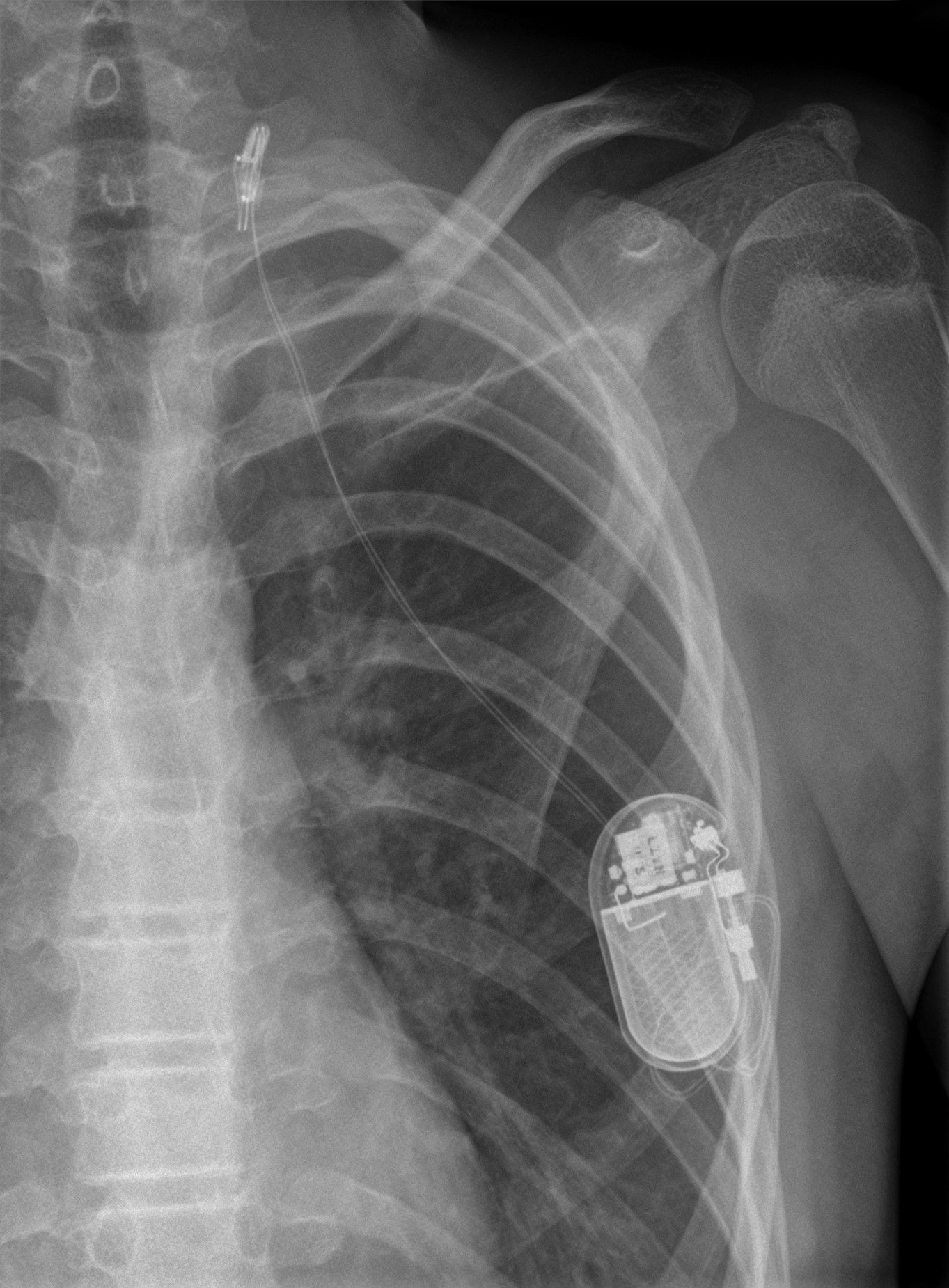
Vagusstimulator bei Lennox-Gastaut-Syndrom im Röntgenbild

Die Vagusnervstimulation (VNS) ist in Europa für die Behandlung der medikamentenresistenten Epilepsie (MRE) und der refraktären Depression zugelassen. Die Behandlung erfolgt durch die Stimulation des Vagusnervs. Der Nervus vagus ist der zehnte von insgesamt zwölf Hirnnerven und innerviert mehrere Organe wie z. B. Herz, Lunge und Gastrointestinaltrakt. VNS wurde erstmals 1994 in der Europäischen Union zugelassen und drei Jahre später in den USA. Im Jahre 2010 wurde ein System zur transkutanen Vagusnervstimulation (t-VNS) in Europa zugelassen.

## Vagusnervstimulation
Bei der Vagusnervstimulation (VNS) wird im Brustbereich unter der Haut bei einem minimalinvasiven Eingriff ein Stimulationsgerät ähnlich dem Herzschrittmacher implantiert, das über eine Elektrode meist mit dem linken Nervus vagus verbunden ist. Der Generator sendet regelmäßige elektrische Impulse (meist alle 5 Minuten über 30 Sekunden) über den Vagusnerv an das Gehirn und entfaltet so seine antikonvulsive und antidepressive Wirkung. Die Effektivität und Sicherheit der VNS bei MRE konnte über 20 Jahren in hunderten Studien bestätigt werden. In 13 Klasse III Studien konnte gezeigt werden, dass VNS bei 55 % der Patienten mit medikamentenresistenter Epilepsie eine Anfallsreduktion von 50 % oder mehr erzielt. Bei Langzeitstudien konnte gezeigt werden, dass bei Patienten, die länger als 2 Jahren mit VNS behandelt werden, höhere Anfallsreduktionen bis zu 76 % zu erwarten sind. Neben einer Verringerung der Anfallsfrequenz kann VNS die Anfallsdauer, Anfallsschwere, Dauer der postiktalen Phase und Häufigkeit von Status Epilepticus signifikant reduzieren. Ein Cochrane-Review von vier randomisiert-doppelt-verblindeten Studien zu VNS ergab, dass hochdosierte VNS eine größere Anfallsreduktion als niedrigdosierte VNS verursacht.
Bei der refraktären Depression liegt die Langzeit-MADRS-Responderrate bei circa 50 % und circa 20 % der Patienten erreichen nach 2 Jahren eine dauerhafte Remission. Die Deutsche Gesellschaft für Epileptologie empfiehlt VNS bei schwer behandelbaren Epilepsien, wenn zwei Antiepileptika (oder Kombinationen von Antiepileptika) keine Anfallsfreiheit erzielt haben und der Patient kein Kandidat für Epilepsiechirurgie ist oder diese ablehnt.

### Nebenwirkungen
Die häufigsten Nebenwirkungen der VNS sind Husten, Heiserkeit und Dysphonie, allerdings treten diese Nebenwirkung meistens nur dann auf, wenn das Gerät stimuliert und werden mit der Zeit weniger.
Bei aktiver Stimulation kann es zu Schluckbeschwerden (Dysphagie) und Kurzatmigkeit kommen.
Herzrhythmusstörungen sind bei der Implementation und Erststimulation selten, müssen aber beachtet werden.
Der Vagusnervstimulator kann eine bereits vorliegende Schlafapnoe verschlechtern.

### Wirkmechanismus
Zahlreiche humane und tierexperimentelle Studien beschreiben unterschiedliche Aspekte der VNS-Mechanismen. Der Nucleus tractus solitarii ist der Hauptempfänger der vagalen Afferenzen und wird in Tiermodellen funktionell und stimulationsabhängig durch VNS moduliert. Der Nucleus tractus solitarii projiziert direkt zu den Raphe-Kernen im Hirnstamm, der Hauptquelle von Serotonin im Gehirn, und zum Locus caeruleus, der Hauptquelle von Noradrenalin im Gehirn. So lassen sich möglicherweise veränderte Neurotransmitterspiegel im Liquor von Patienten nach VNS erklären, was eine antikonvulsive Wirkung zur Folge haben könnte. Man beobachtet bei Patienten mit refraktärer Epilepsie eine signifikante Zunahme der bilateralen thalamischen Durchblutung, was die bekannte Vigilanzerhöhung bei VNS-Patienten erklären könnte, sowie auch eine Verbesserung des interiktalen EEGs (weniger Spikes und größere Spike-freie Perioden) durch VNS.

### Magnetfunktion
Mittels eines Magneten kann durch den Patienten (oder Betreuer/Angehörige) eine zusätzliche Stimulation gestartet werden und/oder die Stimulation für den Zeitraum, in dem der Magnet aufliegt, deaktiviert werden.

## Transkutane VNS (t-VNS)
Die transkutane Vagusnervstimulation (t-VNS) basiert darauf, dass ein Ast des Vagusnervs, der sogenannte Ramus auricularis nervi vagi (RANV), die Haut der Ohrmuschel im Bereich der Concha sensibel versorgt. Dieser Ast kann transkutan, also durch die Haut hindurch, mit elektrischen Impulsen stimuliert werden. Ein operativer Eingriff ist hierbei nicht notwendig. In der ersten randomisiert-doppelt-verblindeten Studie mit tVNS konnte weder eine Dosis-Wirkungs-Beziehung noch ein Unterschied der Responderraten zwischen aktiver- und Kontrollgruppe gezeigt werden. Die Anfallsreduktion mit tVNS in dieser Studie in der aktiven Gruppe betrug 23,4 %. Es wird vermutet, dass die Stimulation des ramus auricularis nervi vagi eine Erregung des Vagusnervs verursacht, die wie bei der konventionellen VNS über den Hirnstamm in höhergelegene Zentren des Gehirns gelangt und, dass so eine antikonvulsive Wirkung erreicht wird. Dieses muss aber in Studien erst bestätigt werden. Die Therapie erfolgt mit einem Gerät, das elektrische Impulse erzeugt und in etwa so groß ist wie ein herkömmliches Smartphone. Durch eine spezielle Ohrelektrode, die man wie einen Kopfhörer trägt, werden die Impulse durch die Haut an den Ast des Vagusnervs abgegeben.

## Andere Anwendungsbereiche
Gegenwärtig wird auch die Wirksamkeit des Vagusnervstimulators in der Behandlung anderer psychiatrischer Krankheitsbilder wie z. B. Angststörungen sowie die Alzheimer-Krankheit, Migräne und Cluster-Kopfschmerz untersucht. Eine Pilotstudie zu VNS bei Morbus Crohn zeigte Effektivität in einer kleinen Gruppe von Patienten, welches aber in größeren Studien bestätigt werden muss.
Eine randomisierte klinische Studie aus dem Jahre 2014 bestätigt, dass die t-VNS eine wirksame Therapieform zur Prophylaxe von Migräne ist. Die Studie wurde mit dem ungefähr Smartphone-großen Therapiegerät VITOS von der Firma cerbotec GmbH durchgeführt. Mit diesem Gerät kann die Therapie vom Patienten eigenständig von zu Hause aus durchgeführt werden. Das Verfahren findet vor allem bei Patienten mit schwerer oder chronischer Migräne Anwendung.
Eine andere Methode der nichtinvasiven transkutanen Vagusnervstimulation ist die Erzeugung eines elektrischen Feldes über dem Vagusnerv in Höhe der Halsschlagader (Arteria carotis). Dabei wird durch Anlegen eines handgroßen Gerätes am Hals der Vagusnerv circa 2 Minuten lang stimuliert. Diese Methode ist in der Europäischen Union für die Behandlung von primären Kopfschmerzen, Depression, Angststörung und Epilepsie zugelassen. Studien zur Therapie der Migräne und des Cluster-Kopfschmerzes sind bereits publiziert.
In einer Studie an 40 gesunden Freiwilligen, die 34 Stunden wachgehalten wurden, haben Forscher der US-Luftwaffe die Methode gegen Müdigkeit (Fatigue) erprobt. Im Vergleich zu einer Scheinstimulation nahm die Aufmerksamkeit und Konzentration nach 12 Stunden um nur fünf statt 15 Prozent ab.
Die Forschung befasst sich auch mit der Vagusnervstimulation zur Erkennung eines minimalen Bewusstseinszustands.